# Grand Prismatic Spring

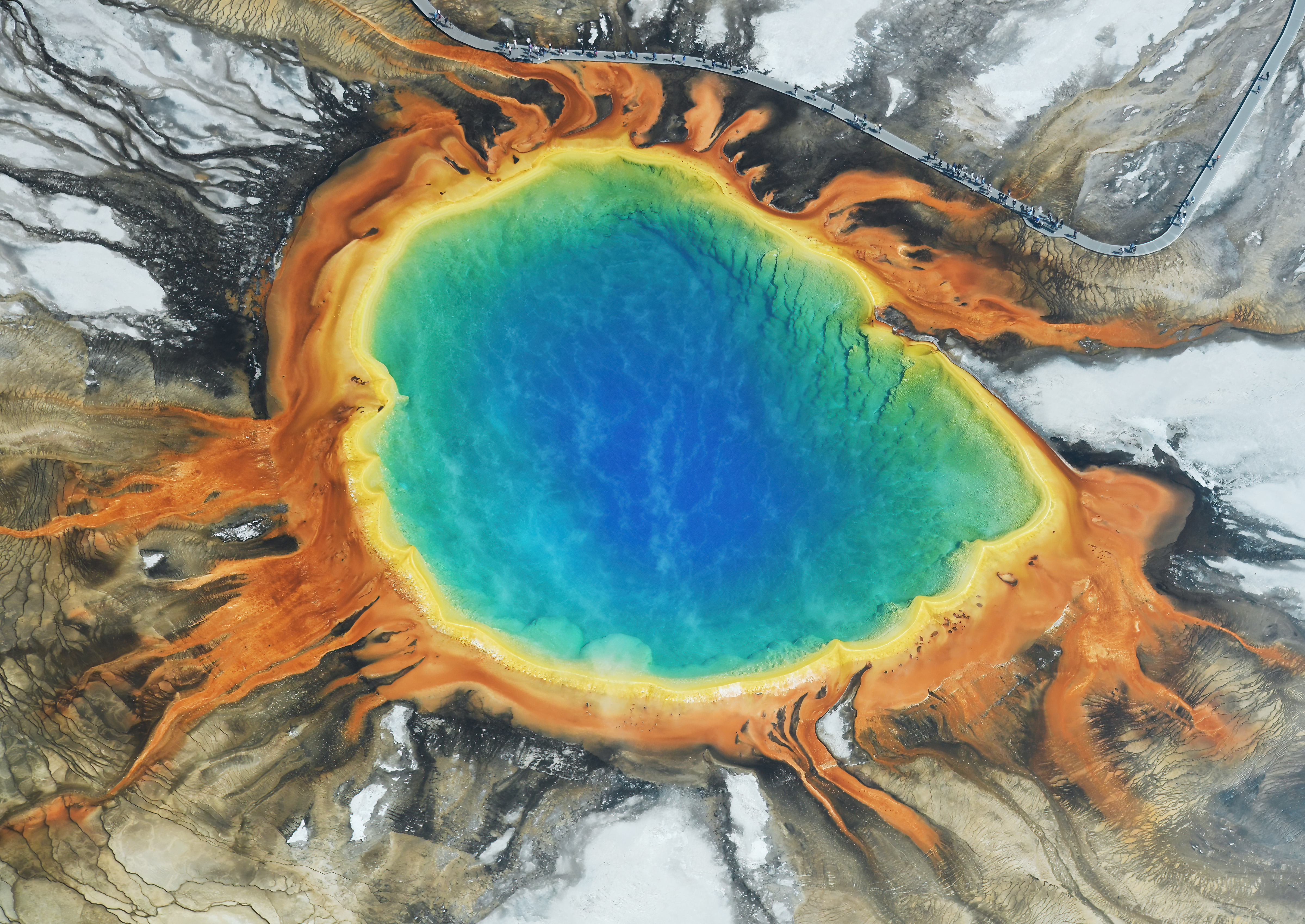
Grand prismatic spring – widok z góry

Grand Prismatic Spring – największe gorące źródła w Parku Narodowym Yellowstone i w Stanach Zjednoczonych, należące do kompleksu termalnego Midway Geyser Basin. Źródła tworzące jezioro o szerokości od 90 do 120 metrów i głębokości 37 metrów wyrzucają około 2,2 tysięcy litrów wody na minutę. Temperatura wody wynosi od 64 do 87 °C. Jezioro położone w południowo-zachodniej części parku jest jednym z najbardziej znanych i rozpoznawalnych miejsc parku Yellowstone ze względu na feerię kolorów wody, porównywalną z rozszczepieniem światła przez pryzmat. Leży na szerokim kopcu, dzięki czemu woda zasilana z wewnętrznych źródeł równomiernie wypływa na wszystkie strony a następnie wypłukanymi w podłożu kanałami zasila przepływającą nieopodal rzekę Firehole.  
Jezioro pierwszy raz opisał traper Osborne Russell w 1839 roku. Dzięki swojej wielobarwności, będącej efektem obecności glonów (głównie sinic), w 1871 roku podczas jednej z wypraw nadano mu nazwę „pryzmatyczne źródła”. Wtedy także artysta Thomas Moran uwiecznił pierwszy raz ten zbiornik wodny na akwarelowych szkicach.

## Położenie i geologia źródeł

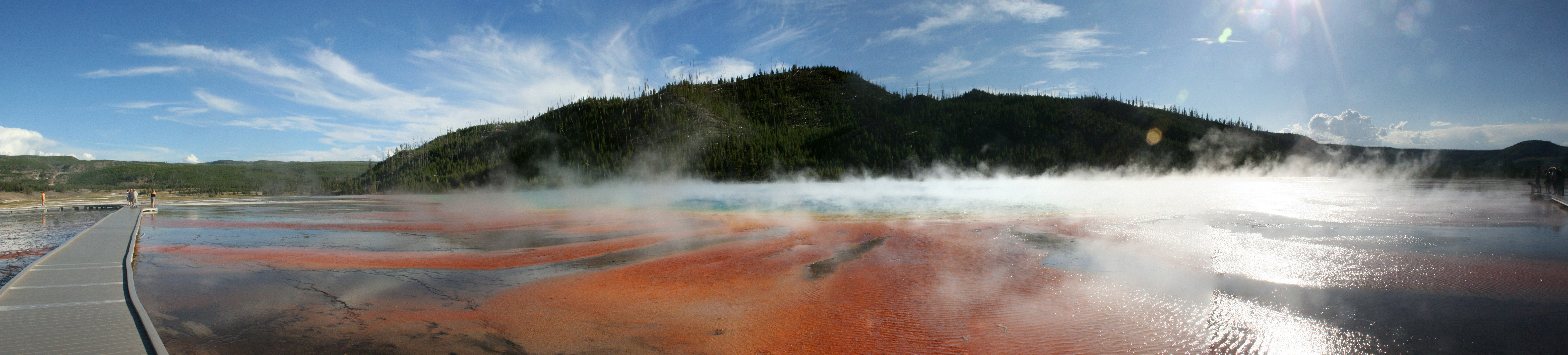
Panorama Grand Prismatic Spring

Źródła Grand Prismatic Spring powstały wskutek obecności, pod całym obszarem parku, komory magmowej z gorącą lawą. Powoduje to podgrzewanie wód zaskórnych i gruntowych zebranych pod powierzchnią ziemi po opadach deszczu i roztopach śniegu, a następnie ich wypchnięcie w postaci pary wodnej lub bardzo gorących źródeł. Dzięki ukształtowaniu terenu oraz braku jakichkolwiek złóż mineralnych pod jeziorem, które by blokowały przepływ wody, powstało trzecie co do wielkości gorące źródło na świecie (dwa pozostałe znajdują się w Nowej Zelandii). 
Wzdłuż brzegów jeziora powstaje rudy pas osadu krzemionki wytrącającej się ze skał kaldery.  Osad ten zmienia czasem kolor na brązowy, czerwony lub ciemnożółty na skutek obecności sinic (cyjanobakterii). Dalej od wody po wyschnięciu, krzemionka staje się biała, lekko żółta lub szara. Brzeg jeziora przykryty wodą przybiera różne odcienie zieleni  dzięki żyjącym na brzegu ciepłolubnym sinicom. Im bliżej środka jeziora, tym barwa staje się ciemniejsza (aż po ciemny turkus i granat). Kolory te powstają dzięki rozpraszaniu światła przez wodę, a nie jak sądzono pierwotnie - dzięki bakteriom wykorzystującym energię cieplną wody do rozmnażania się. W pobliżu jeziora nie czuć także charakterystycznego zapachu siarkowodoru, w odróżnieniu od innych termalnych obiektów w parku. Przyczyną tej różnicy jest występowanie w wodzie rozpuszczonego gazowego wodoru i braku siarki w źródłach. Woda w Grand Prismatic Spring ma z reguły odczyn obojętny lub lekko zasadowy (maksymalnie do 8,4 pH), w zależności od ilości bakterii w zbiorniku, temperatury wody oraz ilości wody wypływającej w danym momencie z kanałów pod jeziorem. 
W jeziorze stwierdzono dotychczas istnienie kilku rodzajów ciepłolubnych sinic: Synechococcus, Phormidium oraz Calothrix. Pierwsze z nich są najjaśniejsze i żyją w najcieplejszym środowisku (od 63 do 74,5 °C), bakterie z rodzaju Phormidium są pomarańczowe i żyją w temperaturze od 45 do 60 °C, a bakterie Calothrix preferują najniższy zakres temperatury (od 30 do 35 °C) i nadają osadowi kolor brązowo-czarny. Na podstawie badań nad sinicami i pozostałymi bakteriami żyjącymi w ekstremalnie trudnym środowisku Grand Prismatic Spring naukowcy wywnioskowali, że prawdopodobieństwo życia na innych planetach jest bardzo duże.